# Jos Snijders
Constant Joseph Marie (Jos) Snijders (Klimmen, 14 december 1900 – 21 november 1998) was een Nederlands politicus.
Hij werd geboren als zoon van Joannes Wilhelmus Constantinus Snijders (1865-1951; landbouwer) en Maria Antonia Lenssen (1876-1945). Hij was net als zijn vader landbouwer, verhuisde in 1926 naar Wijnandsrade waar hij in 1935 in de gemeenteraad kwam. Vanaf 1938 was Snijders daar wethouder en locoburgemeester. Eind 1953 werd hij benoemd tot burgemeester die gemeente. In januari 1966 ging Snijders daar met pensioen en eind 1998 overleed hij op 97-jarige leeftijd.
In Wijnandsrade is naar hem de 'Burgemeester Snijdersstraat' vernoemd. Zijn schoonzoon Léon Bogman is ook burgemeester geweest.